# Luuk Balkestein
Luuk Balkestein (Apeldoorn, 9 april 1954) is een voormalig voetballer van Feyenoord, Sparta Rotterdam en het Nederlands elftal. Hij speelde in de verdediging. Balkestein speelde 6 seizoenen bij Sparta en verhuisde daarna voor twee jaar naar Feyenoord. Hij heeft één interland achter zijn naam staan. Dit was de wedstrijd Frankrijk - Nederland op 26 maart 1980, die in 0 - 0 eindigde en waarin Balkestein alleen de eerste helft speelde.
Ook zijn zoon Pim is voormalig profvoetballer.
| seizoen | club             | wedstrijden | goals | competitie |
| ------- | ---------------- | ----------- | ----- | ---------- |
| 1974/75 | Sparta Rotterdam | 32          | 1     | Eredivisie |
| 1975/76 | Sparta Rotterdam | 30          | 4     | Eredivisie |
| 1976/77 | Sparta Rotterdam | 32          | 0     | Eredivisie |
| 1977/78 | Sparta Rotterdam | 33          | 1     | Eredivisie |
| 1978/79 | Sparta Rotterdam | 29          | 0     | Eredivisie |
| 1979/80 | Sparta Rotterdam | 34          | 1     | Eredivisie |
| 1980/81 | Feyenoord        | 9           | 0     | Eredivisie |
| 1981/82 | Feyenoord        | 8           | 3     | Eredivisie |